# Triviella franziskae
Triviella franziskae is een slakkensoort uit de familie van de Triviidae. De wetenschappelijke naam van de soort is voor het eerst geldig gepubliceerd in 2000 door Fehse & Massier.